# 青柳友子
青柳 友子（あおやぎ ともこ、1939年3月30日 - 1991年11月7日）は、日本の小説家。おもに推理小説で知られ、「紅子シリーズ」などが人気を得ていた。別名義に桐村杏子があった。

## 経歴
東京に生まれ、立教大学に学び、在学中から『文學者』などに小説を寄稿していた。1971年立教大学大学院修了。やがて職業作家としてジュニア小説や官能小説を書くようになったが、1983年の『死の横浜娼婦館』以降は、推理小説に注力し、『完全犯罪の女』、『眠れぬ夜の悪魔』、『消えた家』、『あなたの知らないあなたの部屋』などを発表した。このうち、『あなたの知らないあなたの部屋』は、1989年の第42回日本推理作家協会賞長編部門の候補作となった。
また、人気となった「ミスティ・ガール紅子」シリーズは、昼は中年女社長、夜は若く美貌の遊び人とふたつの顔をもつ女性を主人公としていた。
晩年には翻訳も手掛け、ケイ・ノルティ・スミスの『殺人者の告白』(Elegy for a Soprano) が発表されたが、これが唯一の翻訳書となった。
遺作となった『帰りは怖い』は、没後に出版された。

## おもな著書

### 桐村杏子 名義
- 明日の菜々、偕成社（少女小説シリーズ）、1972年 - 吉田郁也 絵
- 愛の鳥いつはばたく、集英社（コバルト・ブックス）、1975年
- 愛を教えてくれた人、偕成社（少女小説シリーズ）、1977年
- オパールの涙、集英社（集英社文庫. コバルトシリーズ）、1977年
- 天使はどこにいる、集英社（集英社文庫. コバルトシリーズ）、1977年
- ぼくでもいいかい、集英社（集英社文庫. コバルトシリーズ）、1978年
- 不幸せの隣の小さな幸せ、集英社（集英社文庫. コバルトシリーズ）、1978年
- その階段をのぼって愛へ、集英社（集英社文庫. コバルトシリーズ）、1979年
- 愛一年ののち、集英社（集英社文庫. コバルトシリーズ）、1980年
- いつか微笑みかけて、集英社（集英社文庫. コバルトシリーズ）、1980年

### 青柳友子 名義
- 恋の時間、大和書房、1972年
- 愛をさがす旅：ワイルド・キャットのヨーロッパ、ホーチキ商事出版部、1974年
- 枕の下の一フラン：女ひとり巴里に暮らす、英知出版、1977年
- おとなの女になりたいですか、大和書房、1978年
- 雨の夜の猫族、泰流社（泰流ノベルス）1980年（後に文庫化：集英社（集英社文庫）、1991年）
- 快楽者、講談社、1981年（後に文庫化：勁文社（ケイブンシャ文庫）、1986年）
- 桐子の青春、講談社, 1981年
- 死の横浜娼婦館、徳間書店 (Tokuma novels)、1983年（後に文庫化：徳間書店（徳間文庫）、1993年）
- 津軽路に死の雪が舞う、徳間書店 (Tokuma novels)、1984年（後に文庫化：徳間書店（徳間文庫）、1989年）
- 悪徳の唇、サンケイ出版、1985年
- 快楽の寝台：Red roman、有楽出版社、1985年
- 完全犯罪の女、光文社（カッパ・ノベルス）、1985年（後に文庫化：光文社（光文社文庫）、1988年）
- ラブ・マシーン殺人事件、有楽出版社、1985年（後に改題文庫化：歌舞伎町殺人事件、集英社（集英社文庫）、1988年）
- 眠れぬ夜の悪魔、光文社（光文社文庫）、1985年
- 消えた家:ミスティ・ガール紅子、サンケイ出版 (Sankei novels)、1986年（後に文庫化：角川書店（角川文庫）、1988年）
- 悪女に四本のバラ、徳間書店 (Tokuma novels)、1986年（後に文庫化：徳間書店（徳間文庫）、1990年）
- 恋のうらおもて、ダイワアート（大和文庫）、1986年
- 暗い淵、光風社出版、1986年
- カフェバー「クロ」の殺人調書：ミスティ・ガール紅子、角川書店（角川文庫）、1987年
- 消えた死体：ミスティ・ガール紅子、サンケイ出版 (Sankei novels)、1987年（後に文庫化：角川書店（角川文庫）、1989年）
- 愉快なサギ師たち、集英社、（集英社文庫）、1987年
- 南フランスの恋泥棒：ミスティ・ガール紅子、角川書店、1987年（後に文庫化：角川書店（角川文庫）、1989年）
- 殺人者は二度ノックする：ミスティ・ガール紅子 カフェバー「クロ」の殺人調書2、角川書店（角川文庫）、1987年
- お嬢さん探偵ハルミ危機一髪：ユーモア・ミステリー、双葉社 (Futaba novels)、1987年（後に文庫化：角川書店（角川文庫）、1992年）
- スキューバ・ダイブ殺人案内、双葉社 (Futaba novels)、1988年（後に文庫化：角川書店（角川文庫）、1993年）
- あなたの知らないあなたの部屋、新潮社（新潮ミステリー倶楽部）、1988年
- 石膏の家、集英社（集英社文庫）、1989年
- 南青山虚飾コレクション：ミスティ・ガール紅子、角川書店（カドカワノベルズ）、1989年（後に文庫化：角川書店（角川文庫）、1990年）
- 唇にワイン、集英社（集英社文庫）、1989年
- 東京ハートランドシティ、角川書店（カドカワノベルズ）、1990年
- 別れたくない、集英社（集英社文庫）、1990年
- 南青山グルメ殺人メニュー：ミスティ・ガール紅子、角川書店（角川文庫）、1991年
- 帰りは怖い、光文社（カッパ・ノベルス）、1991年
- 黒魔術の少女、集英社（集英社文庫）、1992年

### 訳書
- ケイ・ノルティ・スミス 著、殺人者の告白、扶桑社（扶桑社ミステリー）、1991年